# Чжан Циньцю
Чжан Циньцю́ (кит. трад. 張琴秋, упр. 张琴秋, пиньинь Zhāng Qínqiū; 15 ноября 1904 — 22 апреля 1968) — китайская коммунистка, революционер, военачальник и политик. Была одной из первых женщин — членов Коммунистической партии Китая, членом группы 28 большевиков. Выпускница Коммунистического университета трудящихся Китая в Москве. Высокопоставленный командующий 4-й китайской Красной Армии во время Великого похода китайских коммунистов, считается единственной женщиной — генералом Красной Армии. После основания Китайской Народной Республики занимала должность заместителя министра текстильной промышленности. Подвергалась преследованиям во время культурной революции. Покончила жизнь самоубийством в 1968 году.

## Биография

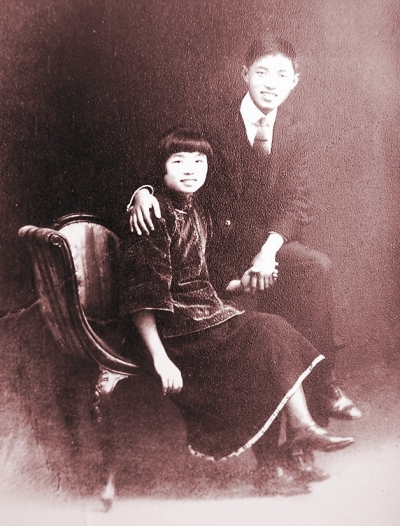
Свадебное фото Чжан Циньцю и Шэнь Цзэминя

Чжан Циньцю родилась 15 ноября 1904 года в зажиточной семье в уезде Шимэнь Цзясинской управы (сейчас это место находится на территории городского уезда Тунсян городского округа Цзясин) провинции  Чжэцзян. Училась в школе в Ханчжоу (ныне школа Ханчжоу № 14). В 1920 году поехала учиться в Шанхай. В Шанхае познакомилась в Шэнь Цзэминь, одним из первых членов Коммунистической партии Китая (КПК).
В 1924 году Чжан работала на кафедре социологии Шанхайского университета. Вступила в ряды КПК в ноябре 1924 года, став одной из первых женщин-членов КПК, а год спустя вышла замуж за Шэнь Цзэминя. С участием Чжан в Шанхае была создана и вечерняя школа для женщин.
В ноябре 1925 года Чжан с группой около 100 членов партии была направлена учиться в Коммунистический университет трудящихся Китая им. Сунь Ят Сена в СССР. Шэнь Цзэминь позднее также поехал учиться. В мае 1926 года Чжан Циньцю родила дочь, названная именем Чжан Майя (张玛娅). В Москве Чжан Шэн присоединилась к группе 28 большевиков, в которую входили будущие лидеры КПК Ван Мин, Бо Гу, Ло Фу и Ян Шанкунь. После двух лет учёбы Чжан работала переводчиком КПК, на ткацкой фабрике осваивала методы производства и управления.

## Военная карьера
В 1930 году Чжан Шэн вернулась в Китай, оставив свою дочь в Москве. В январе 1931 года, когда Ван Мин стал лидером КПК, Шэнь Цзэминь был избран в 6-й ЦК КПК и назначен начальником пропаганды КПК. В ноябре 1933 года он умер от болезни лёгких.
В ноябре 1932 года Чжан была назначена начальником политического отдела 4-й армии — высшая военная должность, которую когда-либо занимала женщина в китайской Коммунистической армии. Её считают единственной женщиной — генералом Красной Армии.
В марте 1934 года Чжан была назначена командиром и политруком женского отдельного полка 4-й армии, состоящего из 2 000 женщин-солдат. В 1935 году она участвовала в Великом походе китайских коммунистов. В 1936 году вышла замуж за Чэнь Чанхао, политработника Красной армии. В октябре часть 4-й армии была окружена и разгромлена силами клики Ма. Чжан, которая только что родила ребенка, был схвачена и отправлена в Нанкин.
После Сианьского инцидента в декабре 1936 года, правительство Гоминьдана и сторонники КПК приостановили гражданскую войну и создали Второй единый фронт, чтобы противостоять японскому вторжению. Чжан была освобожден и отправлена в Яньань. В Яньане в это время был создан Женский университет, и Чжан стала его руководителем. Её муж Чэнь Чанхао в 1938 году уехал в СССР на лечение, где стал жить с русской женщиной. В 1943 году Чжан развелась и в третий раз вышла замуж за военного врача Су Цзингуаня. В 1940 году она стала членом женского Комитета ЦК КПК, в 1948 году приняла участие во второй конференции Международной демократической федерации женщин в Будапеште.

## Китайская народная республика
После создания в 1949 году Китайской народной республики Чжан, имеющая опыт работы в организации текстильного производства, была назначена на должность заместителя Министра текстильной промышленности. Ее муж, Су Цзингуань, был назначен вице-министром здравоохранения.
В годы культурной революции, начавшейся в 1966 году, Чжан и члены семьи подверглись репрессиям. В апреле 1968 года Чжан погибла, спрыгнув с балкона своего офиса. Её бывший муж Чэнь Чанхао также покончил с собой в 1976 году, её дочь Чжан Майя умерла после передозировки наркотиков.
После окончания культурной революции, в 1976 году, Чжан была посмертно реабилитирована. В июне 1979 года маршал Сюй Сянцянь, её бывший товарищ по армии, организовал мемориальную церемонию в память о Чжан Циньцю, на которой присутствовали деятели коммунистической партии Китая Ли Сяньнянь, Ван Чжэнь, Юй Цюли, Чэнь Силянь и Ху Яобан.